# Garum

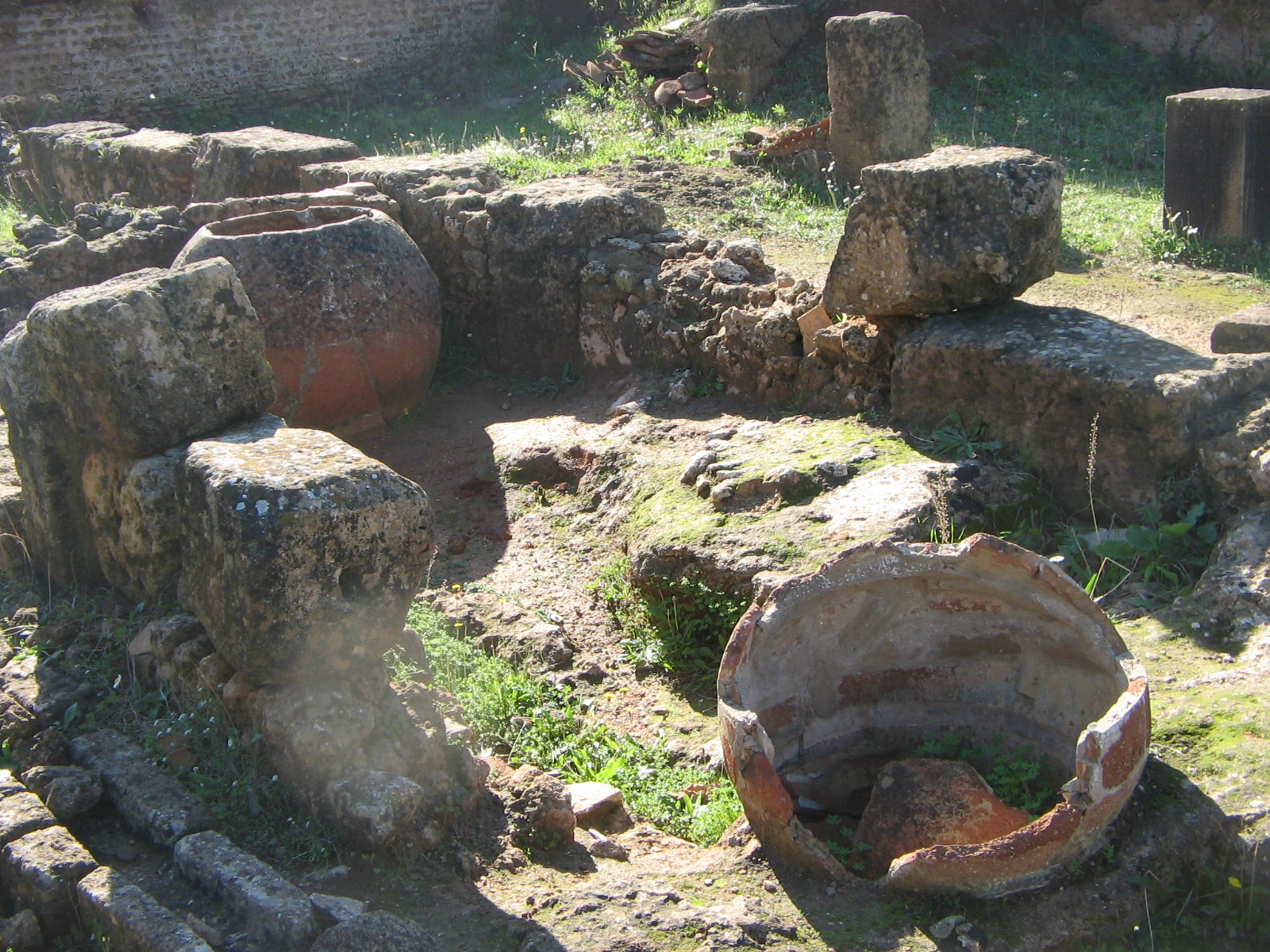
Fabrique de garum à Tipasa, dans l'actuelle Algérie.

Le garum, ou parfois aussi liquamen ou encore muria (qui veut dire « jus » ou « sauce » en latin) est une sauce salée de poissons, le principal condiment utilisé à Rome dès la période étrusque et en Grèce antique (garos). Elle était composée de chairs ou de viscères de poisson, voire d'huîtres, ayant fermenté longtemps dans une forte quantité de sel, afin d'éviter tout pourrissement. À l'époque romaine, il entrait dans la composition de nombreux plats, notamment grâce à son fort goût salé.
Il est similaire à la sauce nước mắm de nos jours.

## Terminologie
Selon Strabon, le nom vient du « garus » , petit poisson qui était à l'origine l'ingrédient de base de ce condiment. Strabon précise que par la suite le maquereau et d'autres poissons ont été utilisés.
Les termes relatifs aux sauces de poisson sont « tout sauf clair » dans la littérature antique, d’après Sally Grainger.
D’un côté, les auteurs des classes privilégiés du Ier siècle ne parlent que des garums de qualité, les plus chers ; l’archéologie ne démontre la présence de sauce de poisson que quand des arêtes sont présentes dans les résidus, c’est-à-dire pour les garums de moindre qualité. Traditionnellement, les historiens considéraient qu’il n’y avait qu’un type de sauce de poisson dans l’empire romain, appelée garum ; qu’elle soit faite à partir de poissons entiers ou uniquement à partir des viscères et du sang ne changait pas son appellation. L’allec évoqué par Pline l'Ancien ne serait qu’une pâte de poisson, sous-produit de la fabrication du garum. Cependant, pour les fabricants, Sally Grainger considère que le terme garum ne désigne que la sauce fabriquée à partir du sang et des viscères, alors que la sauce élaborée à partir de poissons entiers est appelée liquamen. Les producteurs, commerçants et consommateurs n’appartenant pas aux élites avaient un vocabulaire plus détaillé pour parler des sauces de poisson, qui faisait référence à la couleur, sombre ou noir pour les garums de sang (dont le garum sociorum ou garum de nos alliés, fait à partir du sang du maquereau). Le liquamen a longtemps été considéré comme un synonyme de garum ; Sally Grainger, considérant  que le terme garum est le terme exclusivement utilisé par les élites, et que liquamen ne l’est que dans des sources didactiques (manuels vétérinaires, de médecine ou livres de cuisine) ou sur des amphores (dès le Ier siècle), la différence entre garum et liquamen peut dès lors s’apparenter à celle existant entre ishiri et ishiru au Japon (sauce de poisson faite avec du sang et de l’encre, et sauce de poisson entiers).
La muria est la saumure qui a servi à conserver du poisson, qui pouvait être aussi utilisée pour confectionner des sauces ; elle avait l’avantage de ne pas avoir « pourri » comme le garum (comme le croyaient les Anciens). Vieillie, elle était très estimée.

## Histoire
Le siqqu est une sauce mésopotamienne à base de poissons lacto-fermentés. Ce condiment à la saveur et aux effluves extrêmement puissants est utilisé dans les pays du Moyen-Orient. Il est adopté ensuite par les Grecs (sa plus ancienne mention remonte à Eschyle, au Ve siècle) sous le nom de garos ou garon. Il est alors plutôt préparé à partir de petits poissons. Il est adopté par les Romains, sous le nom de garum, jusqu’à l’édit de Dioclétien, au IVe siècle, au moins,. Au Ier siècle, voire dès le Ier siècle av. J.-C., des variétés différentes sont appelées garum, garum nobile, arcana et garum sociorum ; le garos haimation grec est fait à partir du sang et des viscères. Puis la sauce est appelée liquanem les siècles suivants : elle est alors plutôt confectionnée avec des poissons de petite taille. Par la suite, les différents termes sont utilisés pour l’une ou l’autre des préparations.
Il ne disparaît pas avec l’empire romain : on compte au moins une mention du début du VIIIe siècle dans le royaume des Francs, et il est encore mentionné au XVIe siècle sous le même nom. Il se maintient aussi en Méditerranée orientale. Dans l’Italie ostrogothique du VIe siècle, il est fabriqué en Istrie. En Turquie, on en trouve encore au début du XXe siècle sous le nom de rajihe.
Le médecin grec Anthime (vivant fin Ve siècle-début VIe siècle), auteur d’un traité de diététique adressé au roi franc Thierry Ier, ne cite que l’hydrogarum (garum à l’eau) ; il a plutôt tendance à le déconseiller, pour des raisons relevant de sa conception de la digestion vue comme une cuisson, et parce que l’Antiquité considérait le garum comme un aliment pourri.

## Le garum à l'époque romaine

### Fabrication

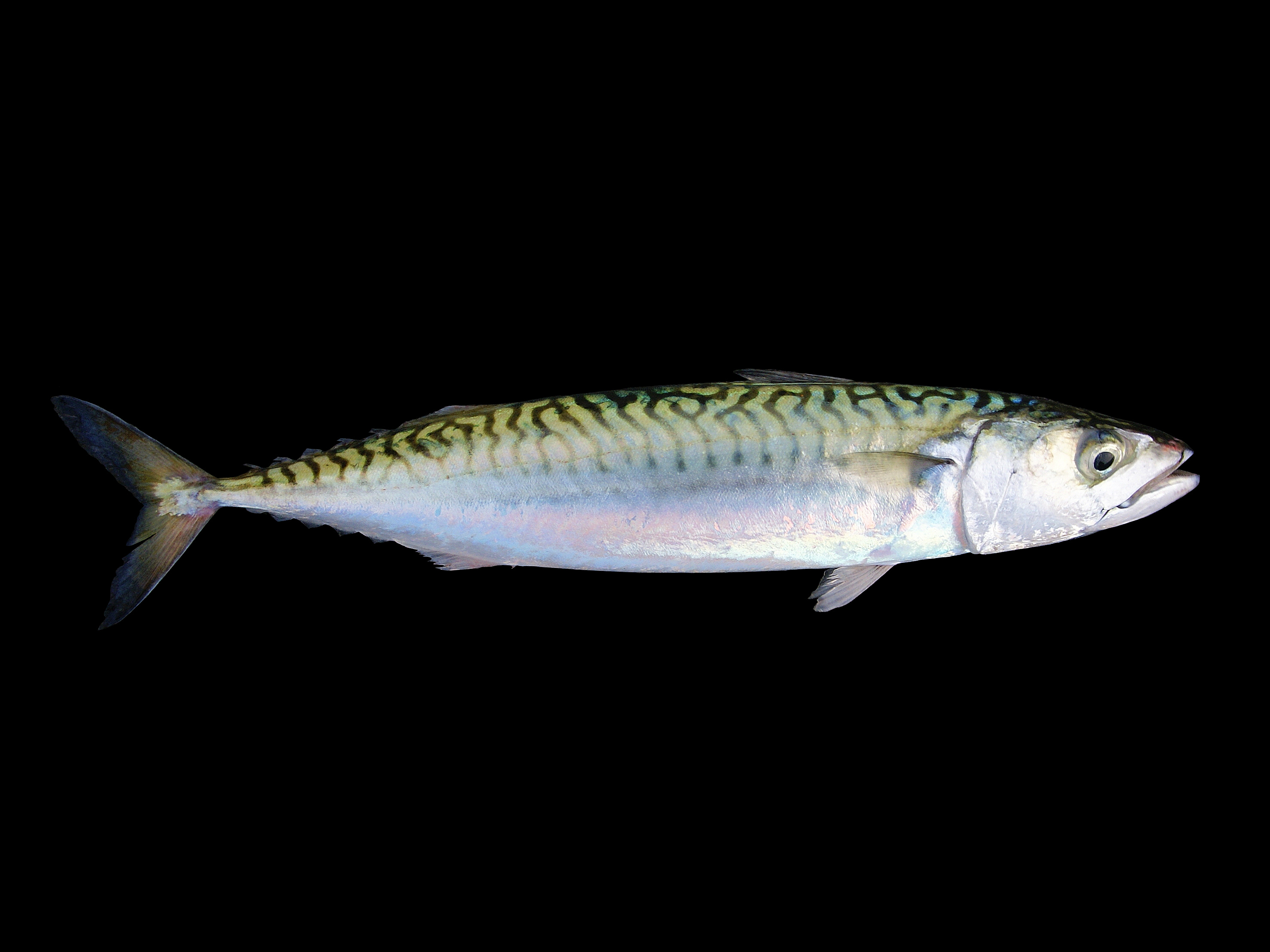
Le scomber scombrus ou maquereau, une des principales espèces pêchées pour la confection du garum.

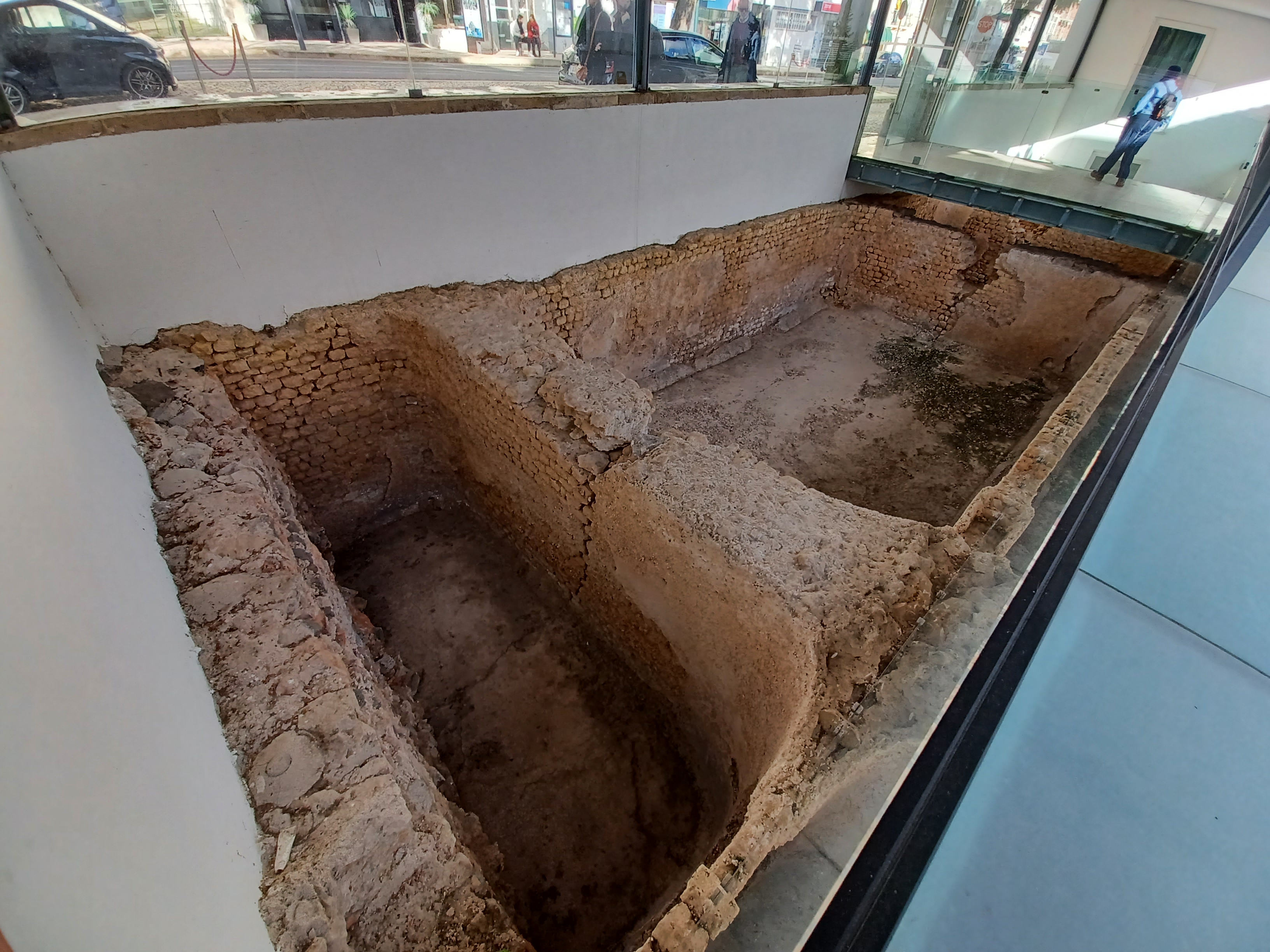
Bassin de fabrication du garum à Belém (quartier de Lisbonne). On voit le quart de rond dans l’angle du bassin destiné à garantir l’étanchéité.

Le garum est fabriqué à partir de viscères de poissons frais (des genres clupéiformes (dont les anchois et les harengs) et des scombridés (dont le thon et le maquereau)), fortement salés, additionnés de petits poissons, et laissés à macérer au soleil pendant une longue période (deux à trois mois). Du vin vieux pouvait aussi être ajouté à la préparation. La réduction pouvait se faire également par chauffage au feu. Après la macération pendant laquelle se produit une autolyse, le mélange est filtré et c’est le jus qui est utilisé. Selon Robert Étienne, une fermentation microbienne s’ajoute à l’autolyse.
Le garum au sang est fabriqué avec le sang des thons, leurs branchies et le sérum.
Le garum le plus réputé, dit garum de la compagnie (garum sociorum), était fabriqué en Bétique (notamment à Baelo Claudia, mais aussi à Menlaria, Belo, Cartago Nova), dans le Sud de l'Espagne actuelle, à partir des scombres qui migrent de l'Atlantique à la Méditerranée. Il s'en faisait une grande pêche, dont le produit était commercialisé salé. Cette industrie s’établit entre la fin du Ier siècle av. J.-C. et le début du Ier siècle et utilise le sel des salines proches, détenue par la societas qui fabriquait le garum, et rapportait de fortes sommes à l’État romain qui lui avait affermé salines et fabrication du garum. De grands bassins (entre 5 et 20 mètres cubes, certains allant jusqu’à 180 mètres cubes), appelés cetaria, servaient à la préparation du garum. La côte pompéïenne était également réputée. Des fouilles à Pompéi ont montré que le picarel ou jarret (spicara smaris) était utilisé pour la confection du garum.
L’île de Scombroaria (aujourd’hui rattachée  au continent) tire son nom des pêcheries de maquereaux (scombres) ; le quartier s’appelle aujourd’hui Escombreras.
La présence de sel inhibant la décomposition naturelle, la macération se produisait sous l'action des diastases du poisson : les chairs du poisson étaient donc en quelque sorte auto-digérées. Il ne s'agit donc pas d'une putréfaction.
Des garums de moindre qualité, préparés directement à partir de la chair du thon, ou d'un autre poisson (comme le maquereau), étaient fabriqués dans tout le bassin méditerranéen. Tous ces garums étaient commercialisés dans des amphores de petite taille, en raison du prix du contenu. On commercialisait également de l'allec (en latin hallex), moins cher, qui était ce qui restait quand le dessus du liquide avait été enlevé.
D’importantes installations de fabrication de garum se trouvaient également dans d’autres régions : les archéologues en ont retrouvé sur les côtes du Maroc, dans la baie de Douarnenez en Bretagne, ainsi que sur les côtes tunisiennes. Il a aussi existé une variété de garum produite sur les rives de la mer Morte dont on a retrouvé une gourde appartenant à un pélerin.

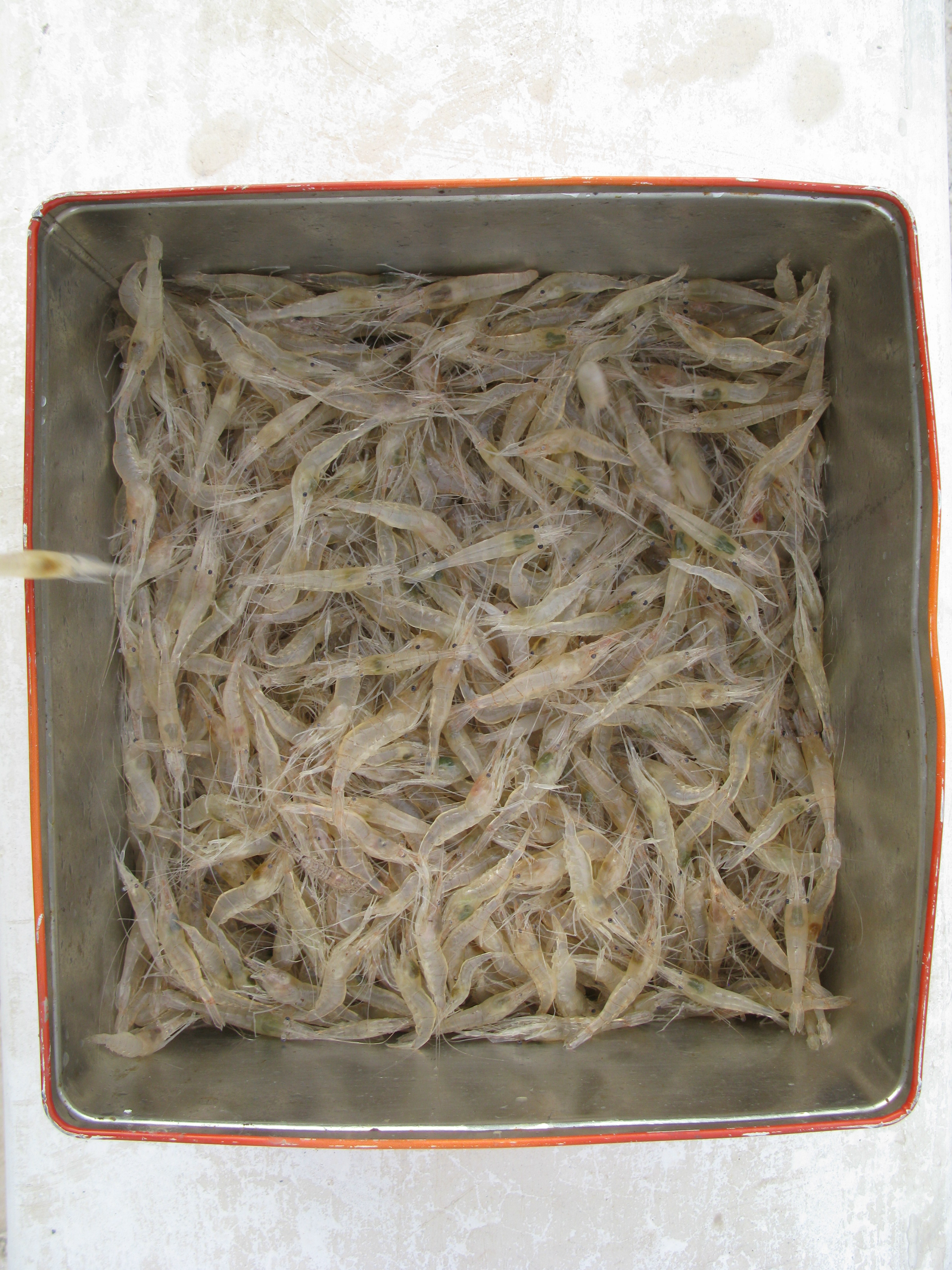
Crevette Palaemon longirostris utilisée à Ratiatum pour confectionner du garum.

À Ratiatum, on a découvert la trace de fabrication de garum à la crevette de variété Palaemon longirostris, datant des IIe et IIIe siècles.

### Utilisations
Les sauces de poisson ou garum sont d’un usage très courant à Rome. Les recettes d’Apicius le mentionnent très fréquemment, que ce soit dans la préparation des légumes ou des viandes.
Un mélange de garum avec de l'huile ou du vin, nommé œnogaros, intervenait dans la confection du boudin.
Selon Sally Grainger, le garum désigne une sauce de poisson de qualité utilisée comme condiment, alors que le liquamen est une sauce élaborée à partir du poisson entier et la seule utilisée pour les cuissons. Le garum pouvait aussi être utilisé pour confectionner l’œnogarum, une sauce utilisant du garum, du vinaigre et de l’huile. C’est dans cet usage que Gallien et d’autres médecins recommandent le garos (qui serait alors l’équivalent du liquamen).
Si l'on se fie au livre de recette De re coquinaria réputé contenir 140 recettes de l'antiquité gréco-romaine, le garum a aussi été intégré dans de la compote de poires (162) ; de coings (164) et d'abricots (170), mais quand le mot intestini est utilisé, certains auteurs se demandent s'il ne désigne pas un autre jus que le garum fabriqué à partir d'entrailles de poissons.
Le garum aurait eu un aspect négatif sur la santé des populations romaines et des populations conquises, car il aurait pu servir de vecteur aux vers intestinaux, notamment aux œufs de « ténia du poisson » (un ver parasitaire connu également sous le nom de « bothriocéphale » et pouvant affecter les systèmes digestif et nerveux de son hôte). Par ailleurs, sa forte teneur en azote et en acides aminés en faisait un aliment d’excellente qualité.
Selon Maguelonne Toussaint-Samat, le garum serait un des facteurs expliquant la conquête de la Gaule par les Romains : son commerce florissant aurait permis l'établissement de nombreux comptoirs commerciaux sur les côtes méditerranéennes, y compris à Massalia. Ses habitants ont alors fait appel à l'armée romaine pour mettre un terme aux exactions des Celto-Ligures en Provence au IIe siècle av. J.-C.

### Variantes
Le liquamen est le nom officiel du garum. C’est aussi celui d’une variante du garum dans son procédé de fabrication. De la même manière que la muria, un garum concentré obtenu à partir d'une pate épaisse et des cristaux de sel.
L’alec ou alex est la variété la moins qualitative, probablement aussi la plus malodorante.

### Le garum pompéien

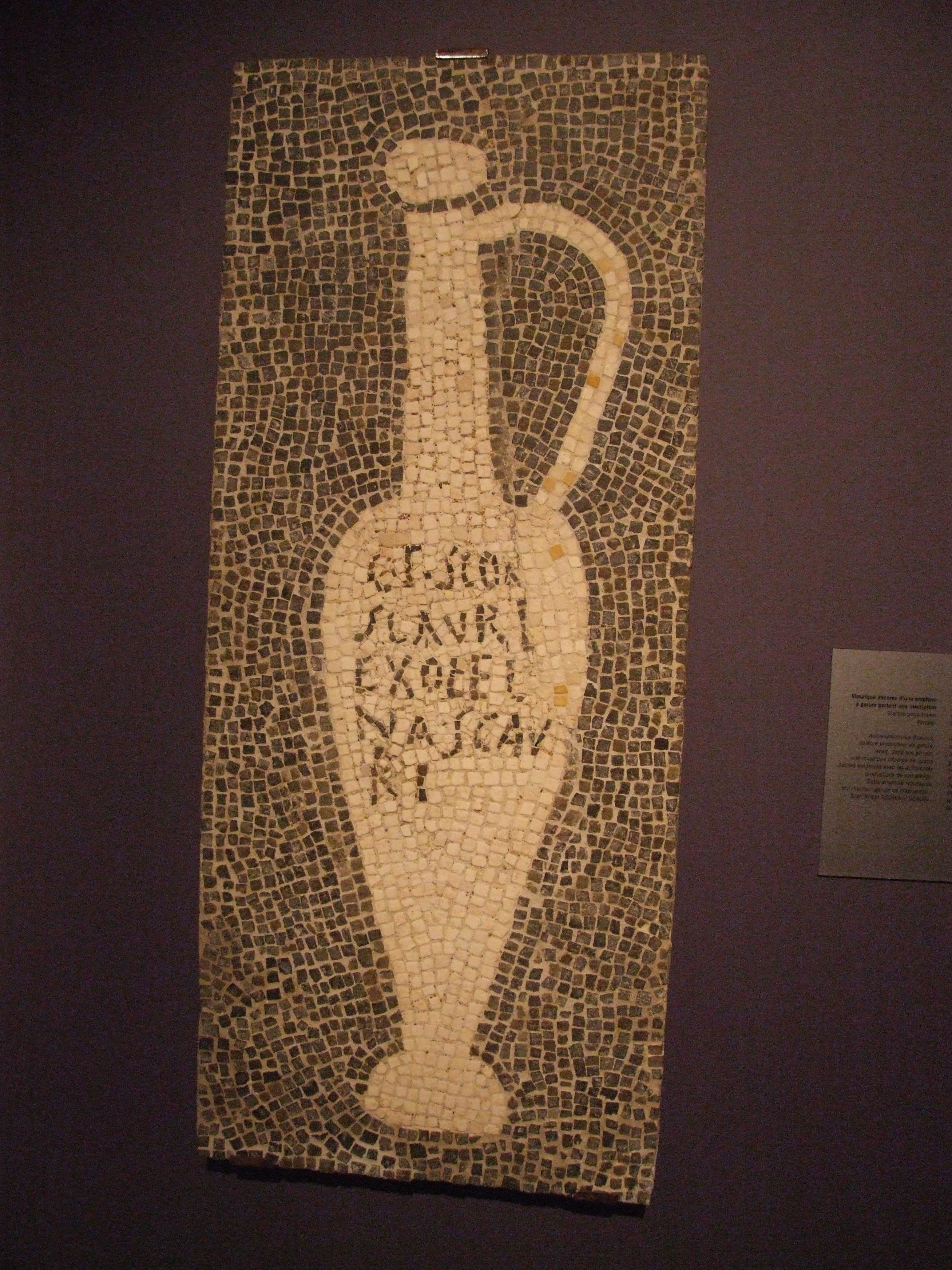
L'une des mosaïques qui ornaient l'atrium de la villa d'Aulus Umbricius Scaurus. L'amphore représentée contenait la meilleure sorte qu'il vendait, du garum de maquereau : G(ari) F(los) SCOM(bri) SCAURI EX OFFICINA SCAUR(I).

Il était conservé dans une amphore de forme particulière, à panse piriforme assez effilée caractérisée par un long col au goulot étroit, marqué par une lèvre ayant au maximum 2cm de diamètre possédant une gouttière interne et une seule anse verticale et un pied en anneau. Il en existe de nombreux modèles allant d'une dizaine de centimètres à celle allant à jusqu'à 50 cm de hauteur.
Ce récipient est nommé en archéologie urceus (au pluriel urcei). Ces flacons retrouvés à Pompéi portent des inscriptions peintes renseignant sur le nom des différents contenus dont : le liquamen, nom d'une autre forme de garum, ainsi que le nom du fabricant qui y figure également dont un certain Aulus Umbricius Scaurus qui semble être le plus connu, dont la villa posséde aux quatre angles de son impluvium une mosaïque faite de tesselles noires et blanches représentant chacune un de ces urcei.
Une fabrique de garum existait en 79 de notre ère à Pompéi.
A ce jour aucun atelier lié à la production des urcei n'a été découvert

## Le garum aujourd'hui
La saveur du garum serait à rapprocher de celle du nuoc-mâm vietnamien et de celle de l'allec du surströmming suédois.
Le garum est à l'origine du pissalat, élaboré à partir de sardines et d'anchois et aromatisé au poivre, au clou de girofle et à la cannelle, consommé dans la région de Nice et de la colatura de Cetara en Campanie.
L’archéologue Sally Grainger a mené des expériences de confection de garum et de sauces de poisson selon les méthodes antiques.
Selon Andrew F. Smith, une variété de sauce de poisson chinoise, le kê-tsiap, serait à l’origine du ketchup américain, par l’intermédiaire du Royaume-Uni.

## Dans la fiction
Dans l'album Astérix et la Transitalique, la marque de garum Lupus (loup, en latin), dont le slogan est « Garum Lupus, le condiment des champions », est le sponsor de la course de chars reliant Modicia (Monza) à Napoli (Naples).

#### Articles
- Sally Grainger, The story of garum: fermented fish sauce and salted fish in the ancient world, Londres/New York : Routledge, 2021, 314 pp., 301 pp.,  (ISBN 978-1-13828407-4)
- André Tchernia, « Conclusions », Mélanges de l'École française de Rome. Antiquité, vol. 112, no 1,‎ 2000, p. 169-171 (lire en ligne, consulté le 5 novembre 2020)
- Pierre Grimal et Théodore Monod, « Sur la véritable nature du « garum » », Revue des Études Anciennes, vol. 154, nos 1-2,‎ 1952, p. 27-38 (DOI https://doi.org/10.3406/rea.1952.3466, lire en ligne, consulté le 5 novembre 2020)
- Robert Étienne et Françoise Mayet, « Les mercatores de saumure hispanique », Mélanges de l'École française de Rome. Antiquité, vol. 110, no 1,‎ 1998, p. 147-165 (DOI https://doi.org/10.3406/mefr.1998.2024, lire en ligne, consulté le 5 novembre 2020)
- Robert Étienne, « A propos du « garum sociorum » », Latomus, no XXIX,‎ 1970, p. 297-313.
- René Sanquer et Patrick Galliou, « Garum, sel et salaisons en Armorique gallo-romaine », Gallia, vol. 30, no 1,‎ 1972, p. 199-223 (DOI https://doi.org/10.3406/galia.1972.2600, lire en ligne, consulté le 5 novembre 2020)
- Robert Étienne et Françoise Mayet, « Le garum à Pompéi. Production et commerce », Revue des Études Anciennes, vol. 100, nos 1-2,‎ 1998, p. 199-215 (DOI https://doi.org/10.3406/rea.1998.4726, lire en ligne, consulté le 5 novembre 2020)
- Nathalie Desse-Berset et Jean Desse, « Salsamenta, garum et autres préparations de poissons. Ce qu'en disent les os », Mélanges de l'École française de Rome. Antiquité, vol. 112, no 1,‎ 2000, p. 73-97 (DOI https://doi.org/10.3406/mefr.2000.2116, lire en ligne, consulté le 5 novembre 2020)

#### Ouvrages
- Michel Ponsich et Miquel Tarradell, Garum et industries antiques de salaison dans la Méditerranée Occidentale, Université de Bordeaux et Casa de Velázquez, Bibliothèque de l’école des hautes études hispaniques, fascicule XXXVI, Paris, 1965.
- Jacques André, L'alimentation et la cuisine à Rome, Paris, Les Belles Lettres, 1981 (réimpr. 2018) (1re éd. 1961), 252 p. (ISBN 978-2251328751), partie IV, chap. 3 (« Les condiments »), p. 195-198